# Mojeb al-Zahrani
 (novembre 2021).
Mojeb al-Zahrani (en arabe : مجيب الزهراني), né en 1957 en Arabie saoudite, est un professeur des universités saoudien, spécialiste de littérature comparée. Il officie comme directeur de l'Institut du monde arabe depuis le 1er septembre 2016.

## Biographie
Titulaire d'une licence obtenue à l'université de Riyad, Mojeb al-Zahrani part étudier en France en 1980. Il y obtient un doctorat à la suite de la soutenance de sa thèse consacrée à « l'image de l'Occident dans le roman arabe contemporain », présentée à l'université Sorbonne-Nouvelle en 1990,. Après avoir enseigné au sein de cet établissement, il prend la tête du département des arts libéraux de l'université d'Al-Yamamah (en). Proposée par le Conseil des ambassadeurs arabes, sa candidature pour le directorat de l'Institut du monde arabe (IMA) est validée par le conseil d'administration de l'Institut et son président Jack Lang le 31 mai 2016. Sa nomination est annoncée le 11 juin 2016 par le biais d'un communiqué de presse de l'Institution,. Il occupe donc le poste de directeur général,,,, un des deux organes de gouvernance de l'IMA. Il est reconduit dans ses fonctions pour un deuxième et « dernier » mandat de trois ans en 2019.

## Publications

### Livre
- Mojeb al-Zahrani, L'image de l'occident dans le roman arabe, Paris, Éditions Érick Bonnier, 11 juillet 2019, 381 p. (ISBN 978-2-36760-176-2 et 2-36760-176-3, OCLC 1127048363)